# Chile hadereje
Chile Fegyveres Erői (Fuerzas Armadas de Chile) három haderőnemből épülnek fel, ezek: a szárazföldi Chilei Hadsereg (Ejército de Chile), a Chilei Légierő (Fuerza Aérea de Chile) és a Chilei Haditengerészet (Armada de Chile). A 19. század óta porosz-német tradíciókat követő chilei haderő hagyományosan Latin-Amerika legjobban felszerelt, legjobban kiképzett és legütőképesebb hadereje. A haderő fegyverzetének minősége és mennyisége, illetve a katonai költségvetés nagysága (2022-ben 5,58 milliárd amerikai dollár) magasan kiemelkedik a latin-amerikai államok sorából.
1973 és 1990 között Augusto Pinochet Ugarte tábornok vezetésével, a három haderőnem és a Chilei Csendőrség (Carabineros de Chile) képviselőiből álló katonai junta (Junta Militar de Gobierno) kormányozta Chilét.

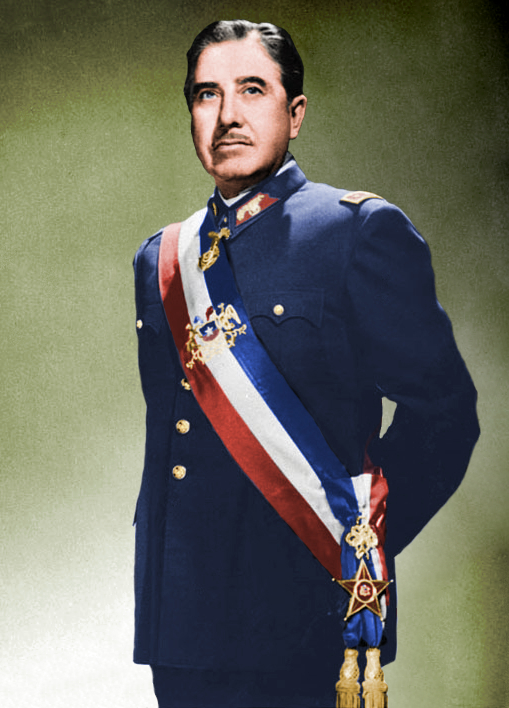
Augusto Pinochet 1973-1998 között hadsereg főparancsnok (Comandante en jefe del Ejército de Chile), államelnök (1974-1990), Chile katonai diktátora (1973-1990). Pinochet volt az 1973-ban hatalomra jutott katonai junta (Junta Militar de Gobierno) vezetője, a szárazföldii hadsereg (Ejército de Chile) képviselőjeként. Pinochet hatalmának legfőbb támasza mindvégig a fegyveres erők maradtak.

## Chile Fegyveres Erőinek (Fuerzas Armadas de Chile) létszáma
- Állomány: 80 000 fő
- Tartalékos állomány: 40 000 fő

## Chilei Hadsereg (Ejército de Chile)
Létszám
45 000 fő
Állomány
- 25 gyalogosezred
- 10 páncélos felderítő ezred
- 7 tüzérezred
- 7 műszaki ezred
- 1 ejtőernyősezred
- 1 repülődandár

Felszerelés
- 286 db harckocsi (186 db Leopard 2A4 CHL, 200 db Leopard 1V)
- 785 db páncélozott szállító jármű (155 db Mowag Piranha, 360 db M113A1/A2, 270 db Marder 1A3)
- 279 db tüzérségi löveg: 231 db vontatott, 48 db M109A3/A5 önjáró löveg
- 50 db helikopter

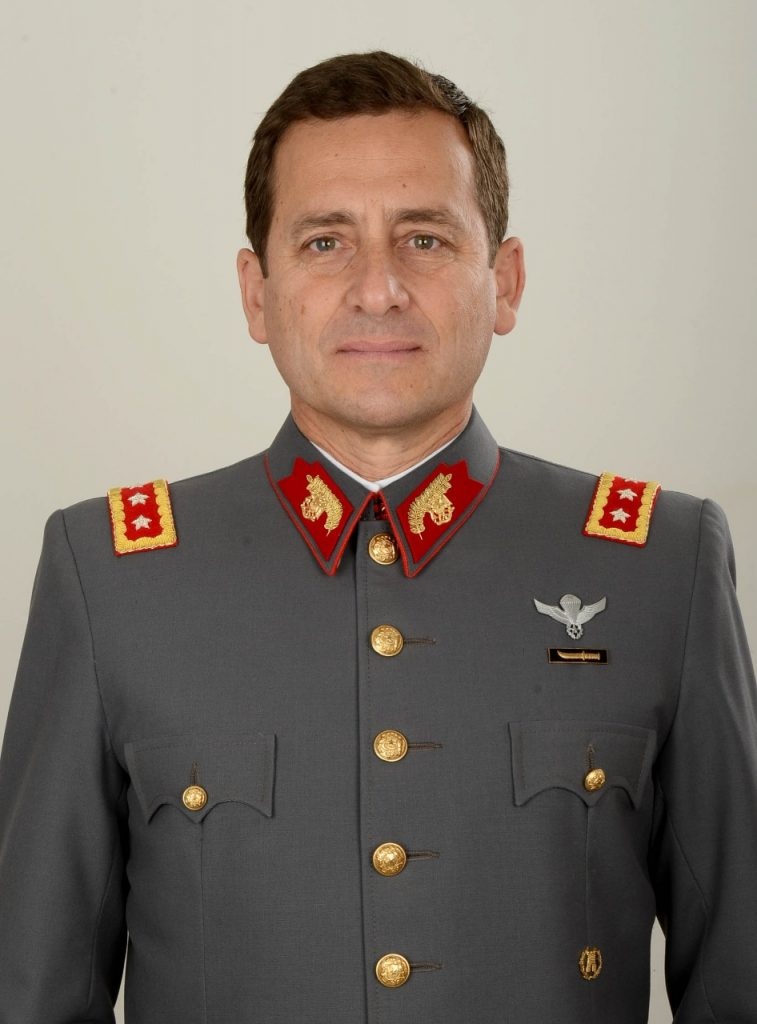
Javier Iturriaga del Campo hadseregtábornok, 2022 óta a hadsereg főparancsnoka (Comandante en jefe del Ejército de Chile).
A szárazföldi haderő, a Chilei Hadsereg (Ejército de Chile) címere.
A Chilei Hadsereg gyalogsági fegyvernemi jelvénye.
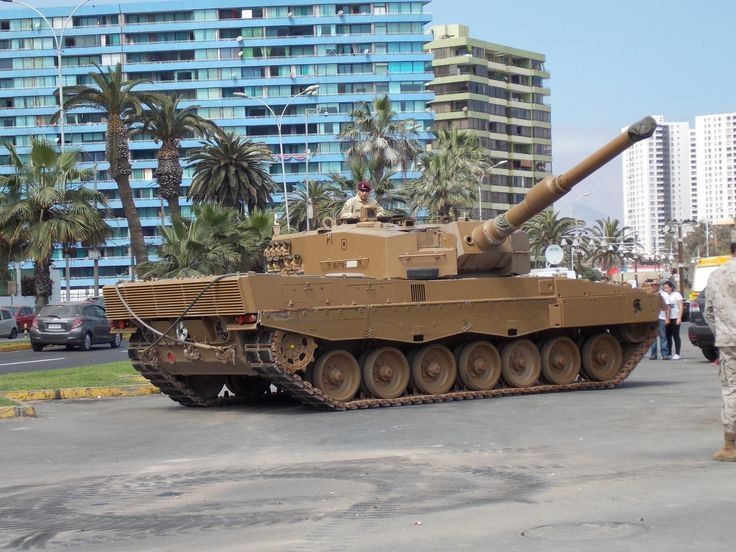
A Chilei Hadsereg egyik Leopard 2A4CHL harckocsija.
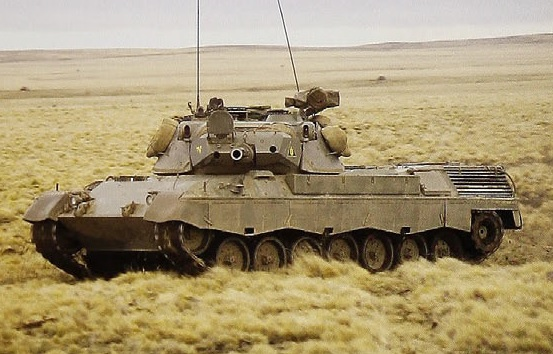
A Chilei Hadsereg egyik Leopard 1V harckocsija.
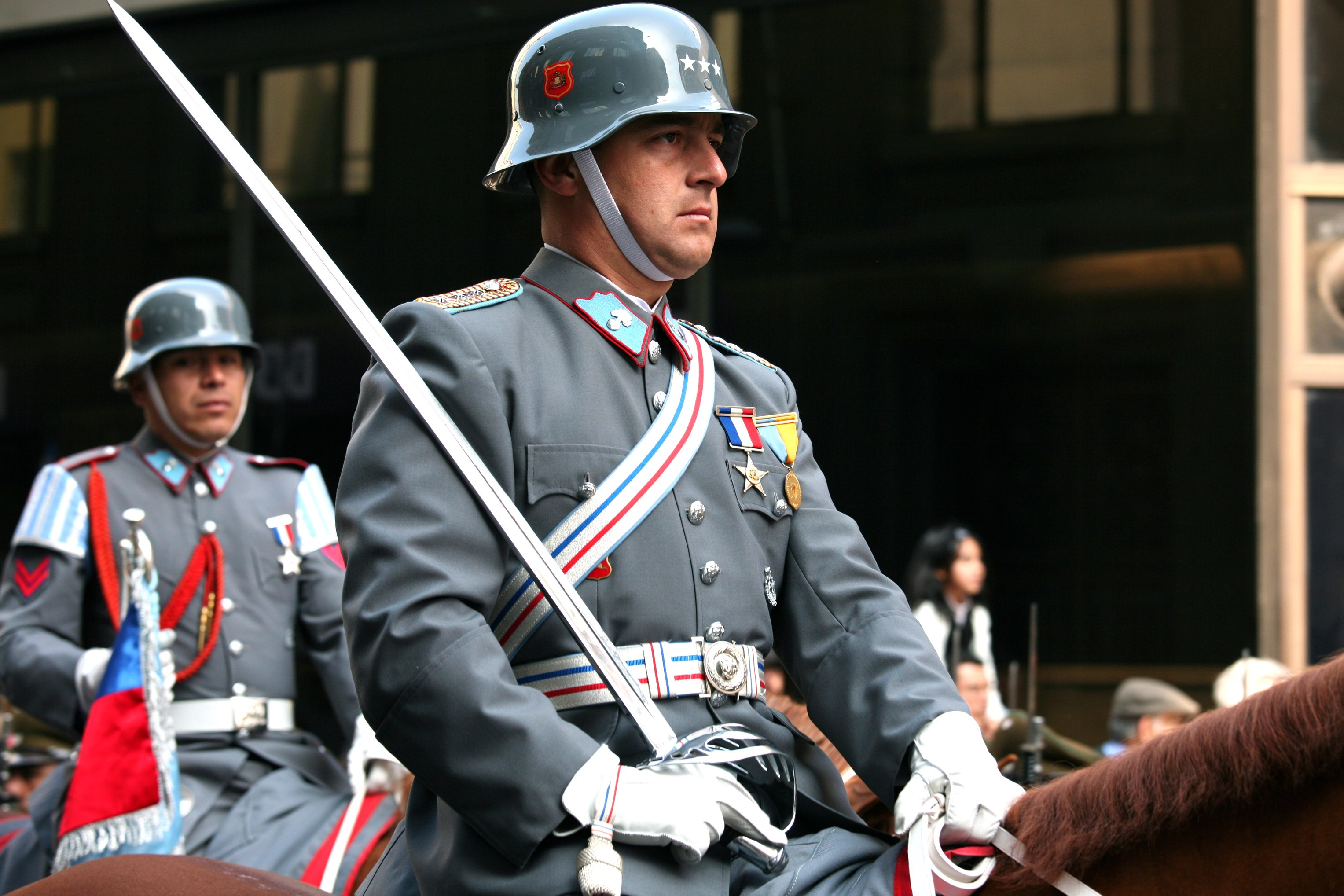
A Chilei Hadsereg a 19. század óta porosz-német tradíciókra épült, mely a mai napig megjelenik az egyenruhákban.
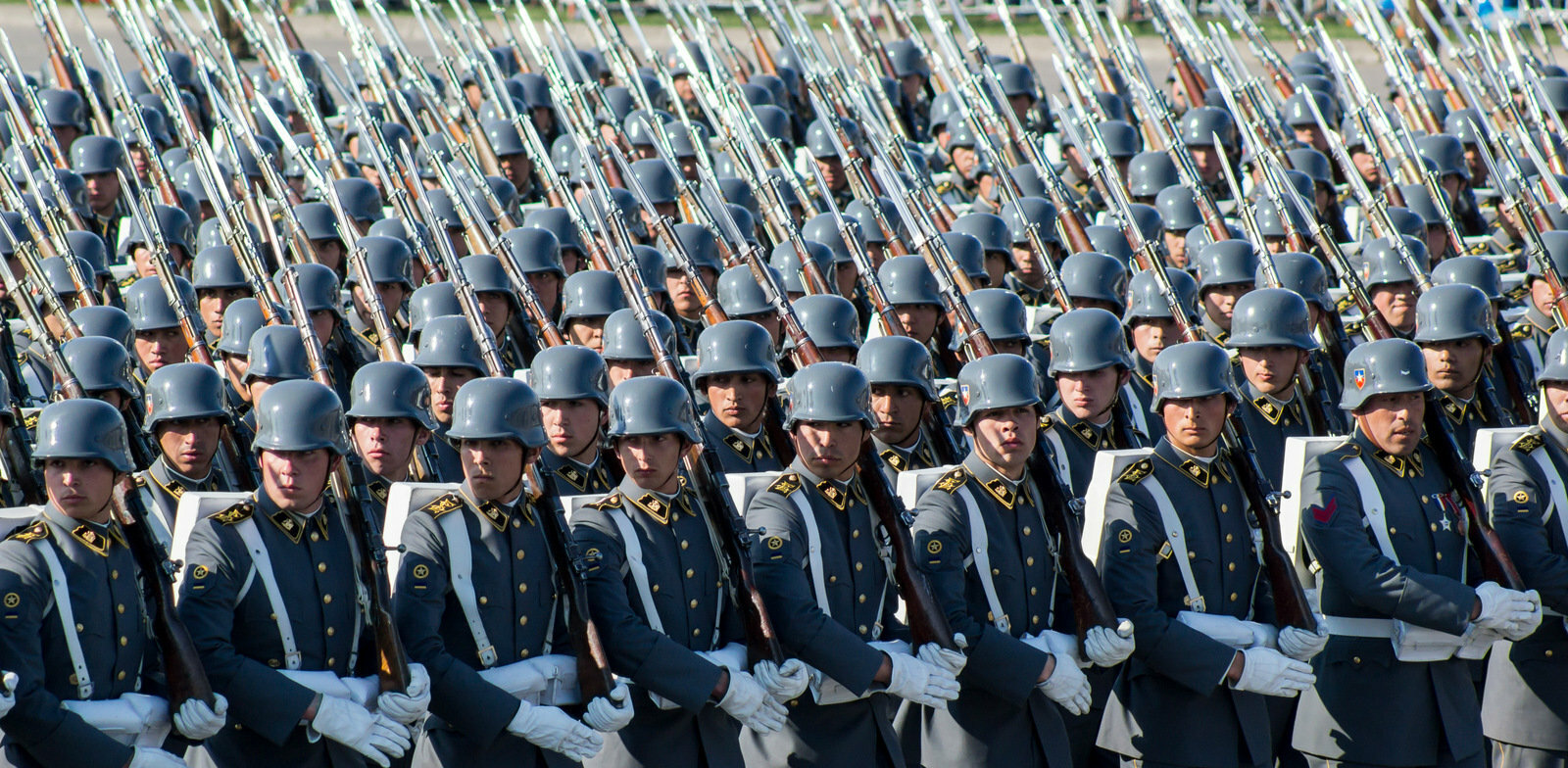
A Chilei Hadsereg Altiszti Iskolájának (Escuela de Suboficiales) katonái díszegyenruhában, egy 2014-es szemlén.

## Chilei Légierő (Fuerza Aérea de Chile)
Chile 46 db F–16 Fighting Falcon (10 db F-16C/D, 36 db F-16A/B MLU) és 11 db  Northrop F-5 (8 db F-5E, 3 db F-5F) vadászrepülőgépével Latin-Amerika legerősebb és legkorszerűbb légierejével rendelkezik.
Létszám
12 500 fő
Állomány
- 1 közvetlen támogató század
- 1 vadászrepülő-század
- 2 felderítő század

Felszerelés
- 57 db vaszárrepülőgép (46 db F-16 Fighting Falcon, 11 db Northrop F-5).
- 40 db szállító repülőgép
- 20 db helikopter

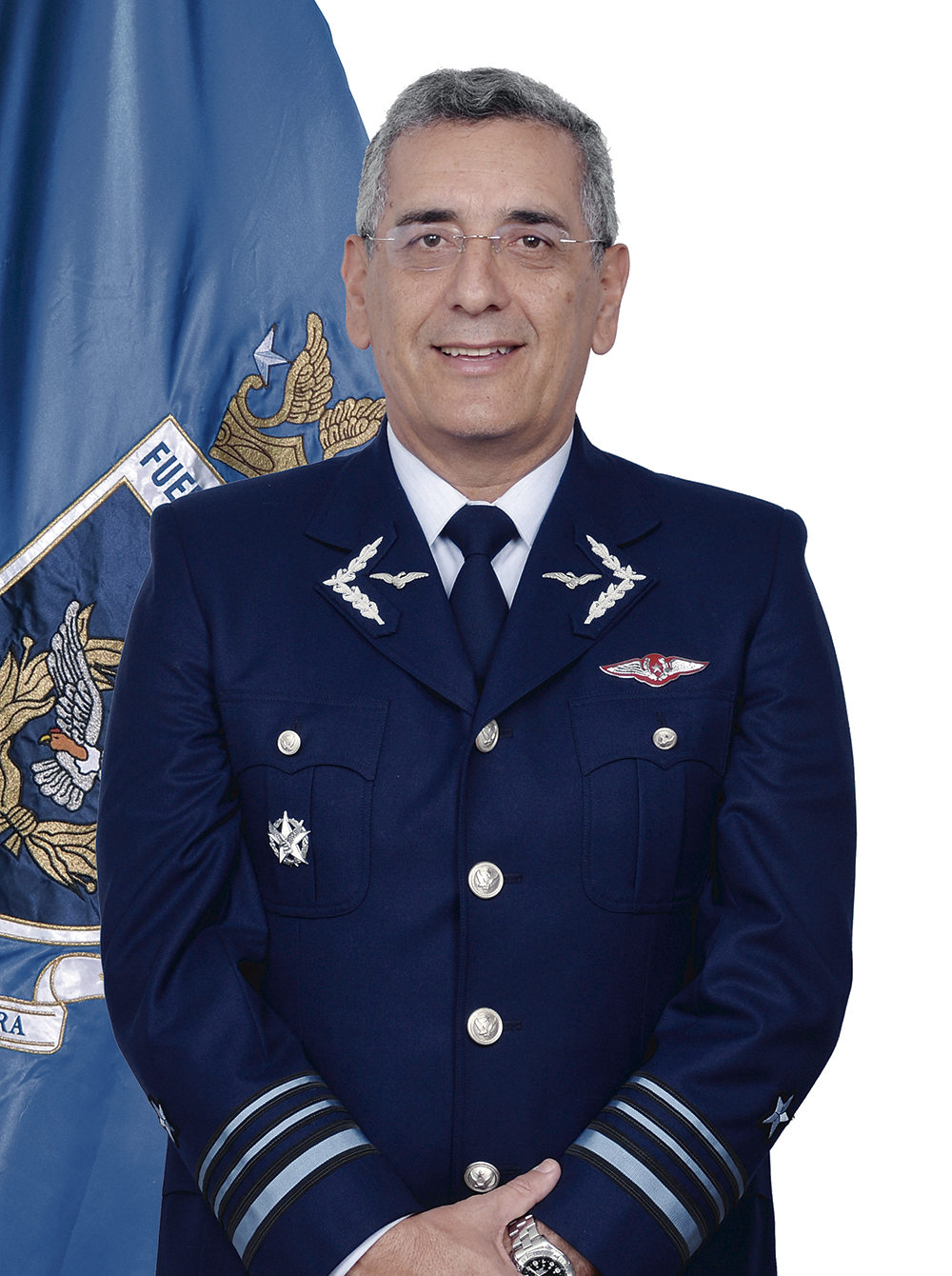
Hugo Rodríguez González repülőtábornok, 2022 óta a Chilei Légierő főparancsnoka.
A Chilei Légierő (Fuerza Aérea de Chile) címere.
A Chilei Légierő felségjelzése.
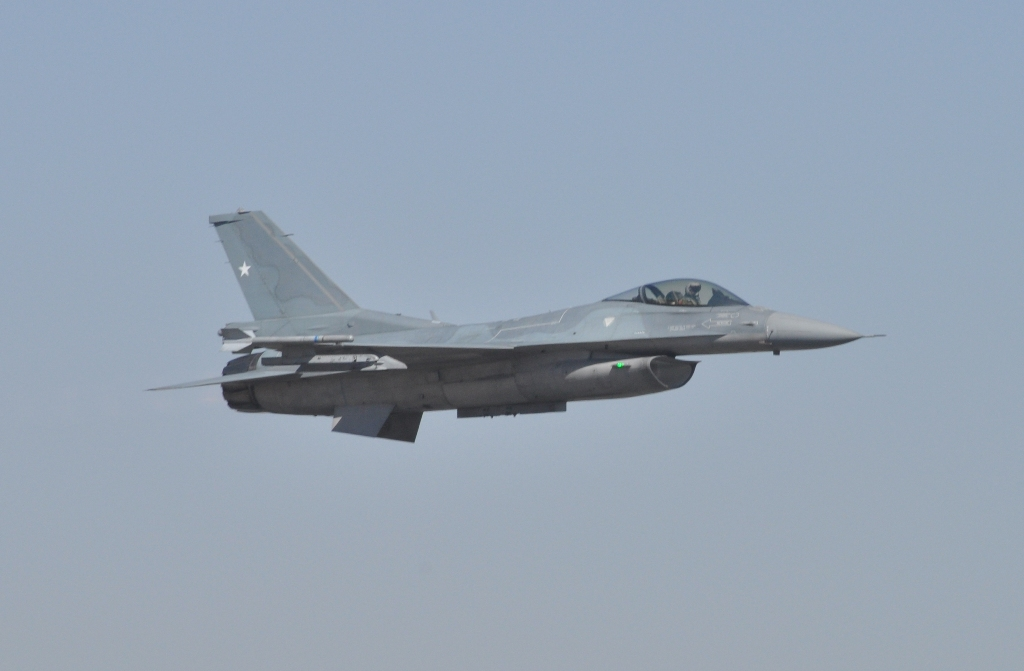
Chilei F-16C Block 50 vadászrepülőgép.
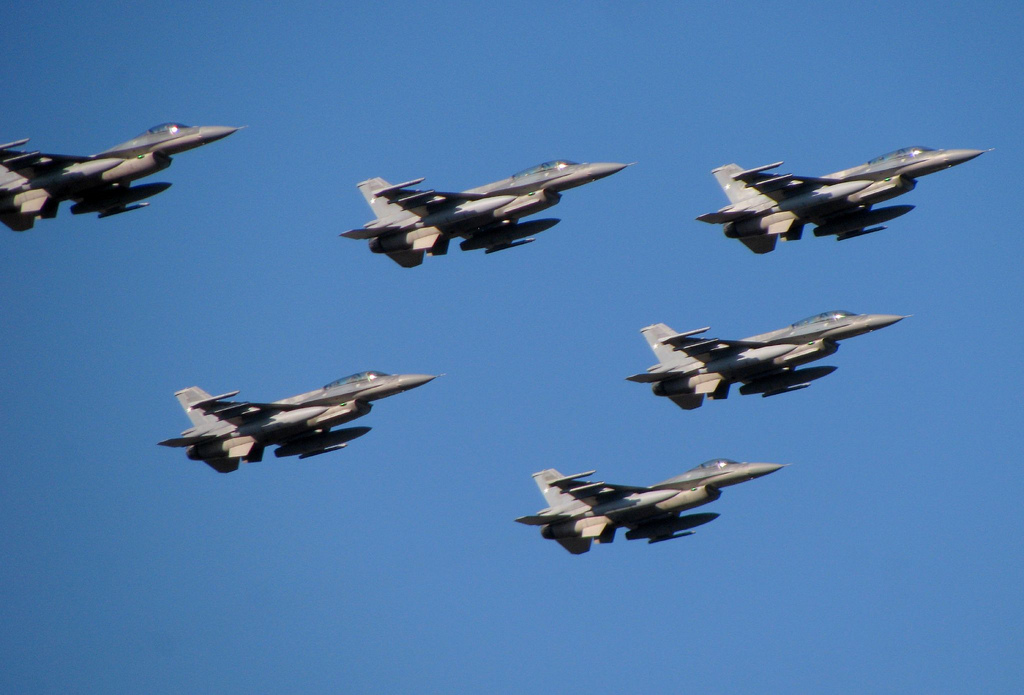
Chilei F-16-os vadászrepülőgépek kötelékben.
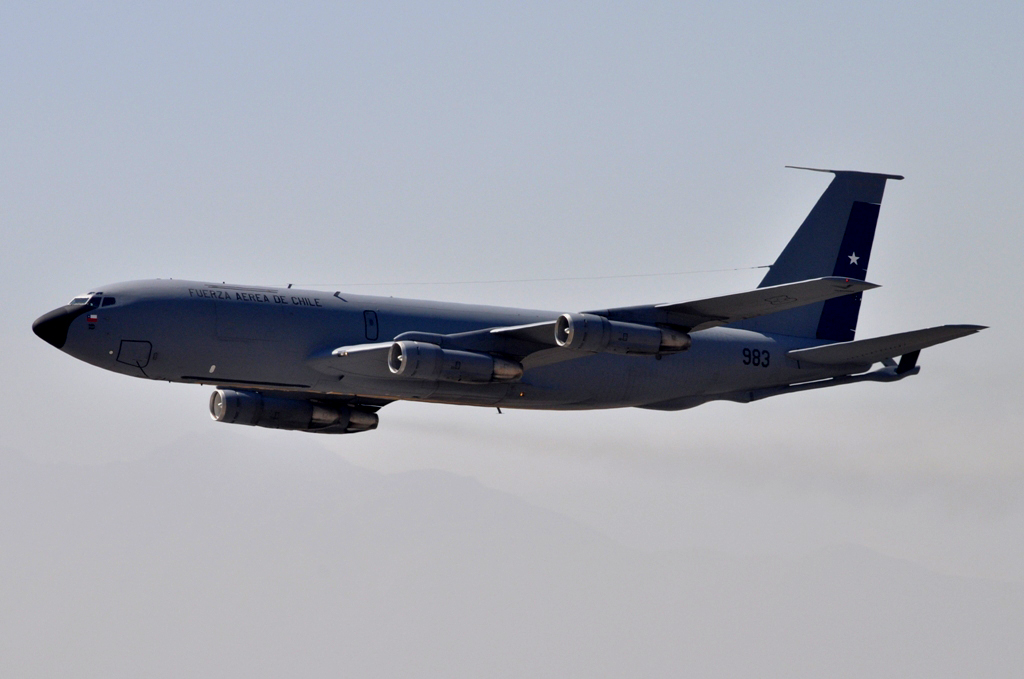
Chilei KC-135E Stratotanker repülőgép.
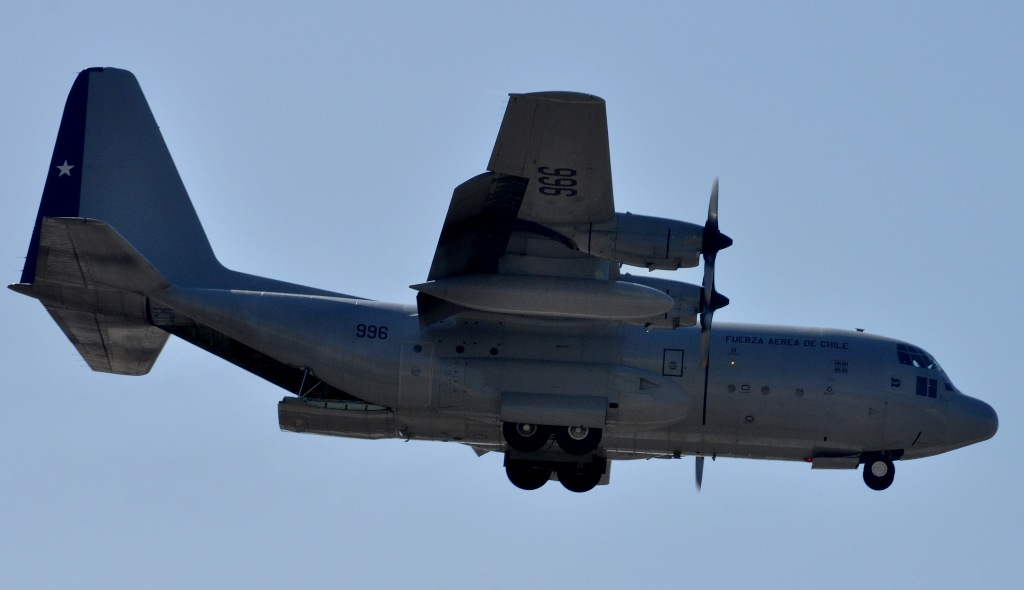
Chilei C-130H Hercules repülőgép.

## Chilei Haditengerészet (Armada de Chile)
Chile történelme során mindig igyekezett egy erős és modern haditengerészetet fenntartani. A Chilei Haditengerészet (Armada de Chile) fő erejét 8 db modern fregatt adja, 1 db brit Typ 22-es osztályú egység, az Almirante Williams, 3 db brit Typ 23 osztályú egység, az Almiranta Cochrane, az Almirante Lynch, és az Almirante Condell, 2 db ausztrál Adelaide-osztályú fregatt, az Almirante Latorre és a Capitán Prat, 2 db holland Karel Doorman-osztályú fregatt, az Almirante Blanco Encalada és az Almirante Riveros.
Létszám
23 000 fő
Hadihajók
- 8 db fregatt
- 4 db tengeralattjáró
- 27 db partvédelmi hajó
- 3 db deszanthajó
- 12 db vegyes feladatú hajó

Haditengerészeti légierő
- 13 db harci repülőgép
- 6 db harci helikopter

Tengerészgyalogság
- 4 ezred (a felszerelés: 12 db közepes harckocsi, 25 db páncélozott szállító jármű, 50 db tüzérségi löveg)

A Chilei Haditengerészet (Armada de Chile) címere.
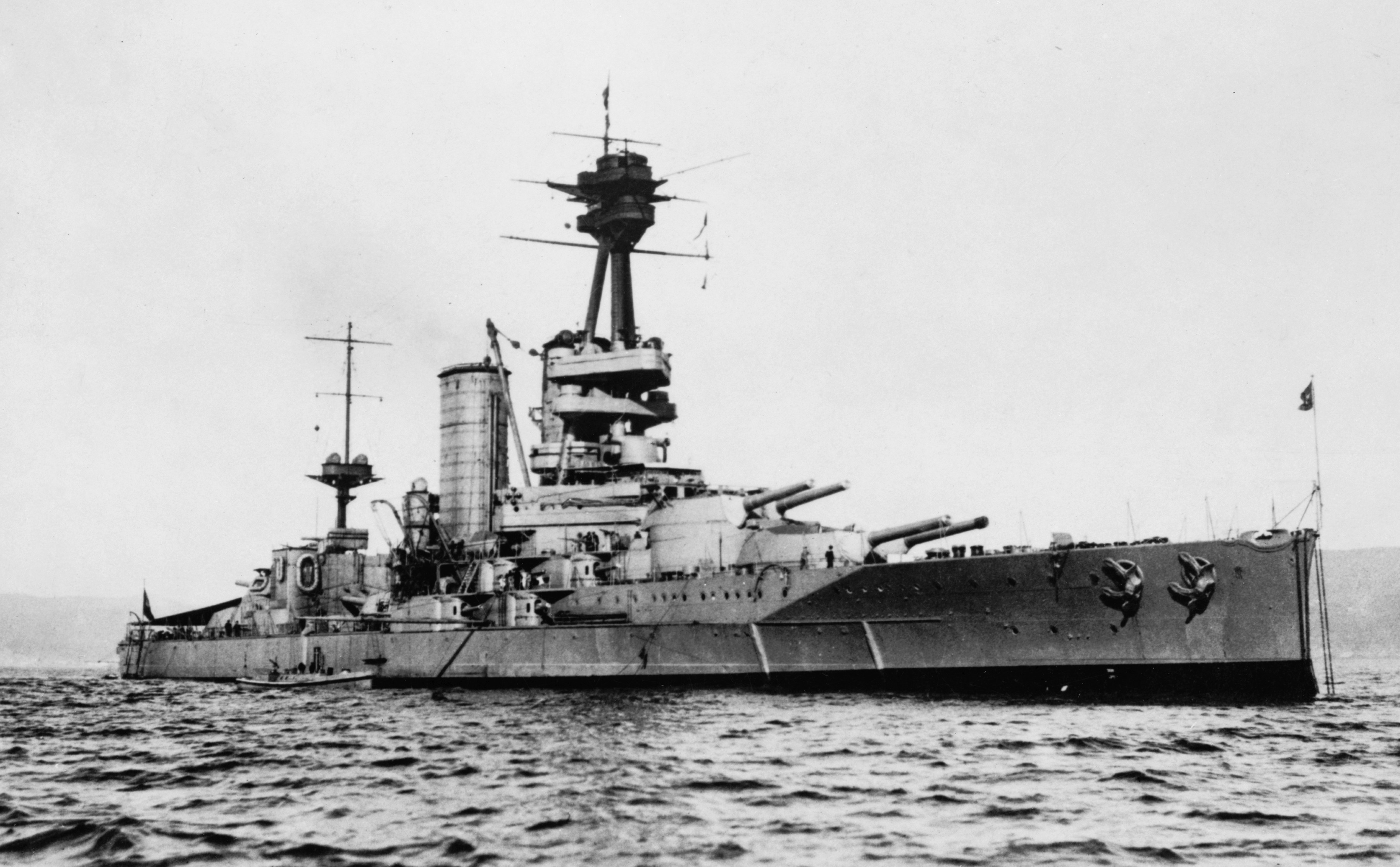
Chile legnagyobb méretű hadihajója az 1958-ig szolgálatban állt, 29 000 tonnás Almirante Latorre szuper dreadnought csatahajó volt.
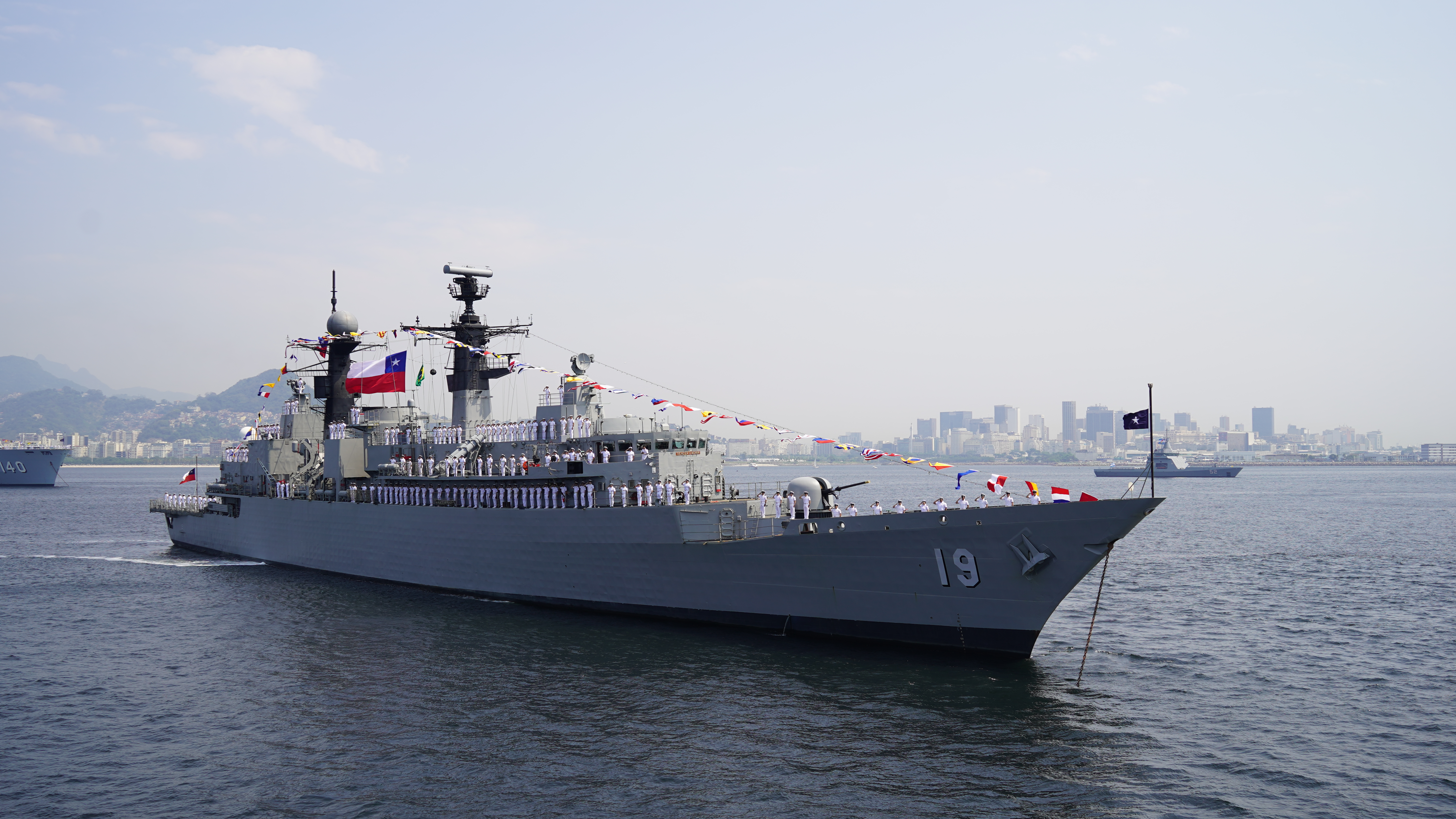
A brit Typ 22 osztályú, 4900 tonnás, 148,2 m hosszú Almirante Williams chilei fregatt.
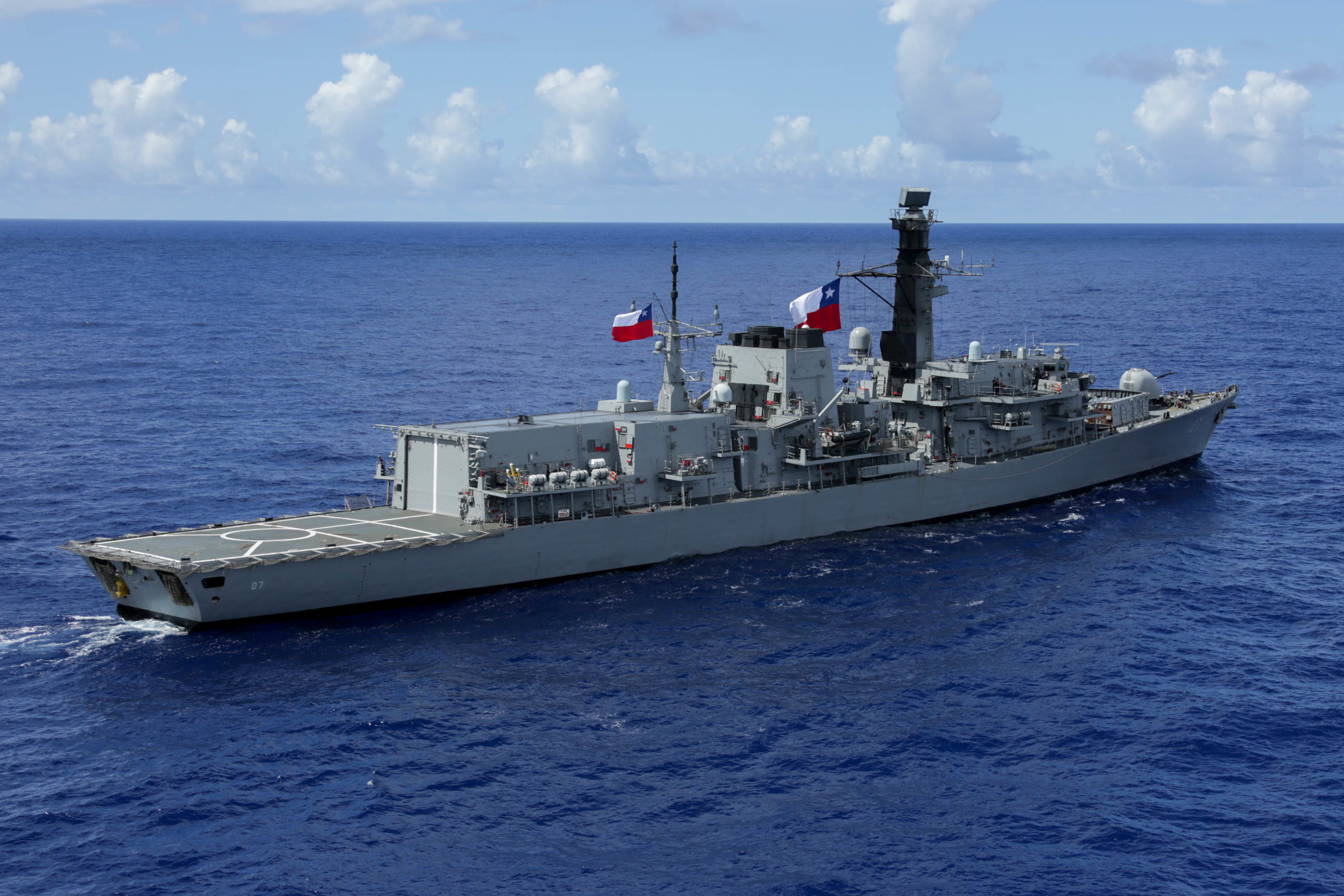
A brit Typ 23 osztályú, 4900 tonnás Almirante Lynch chilei fregatt.
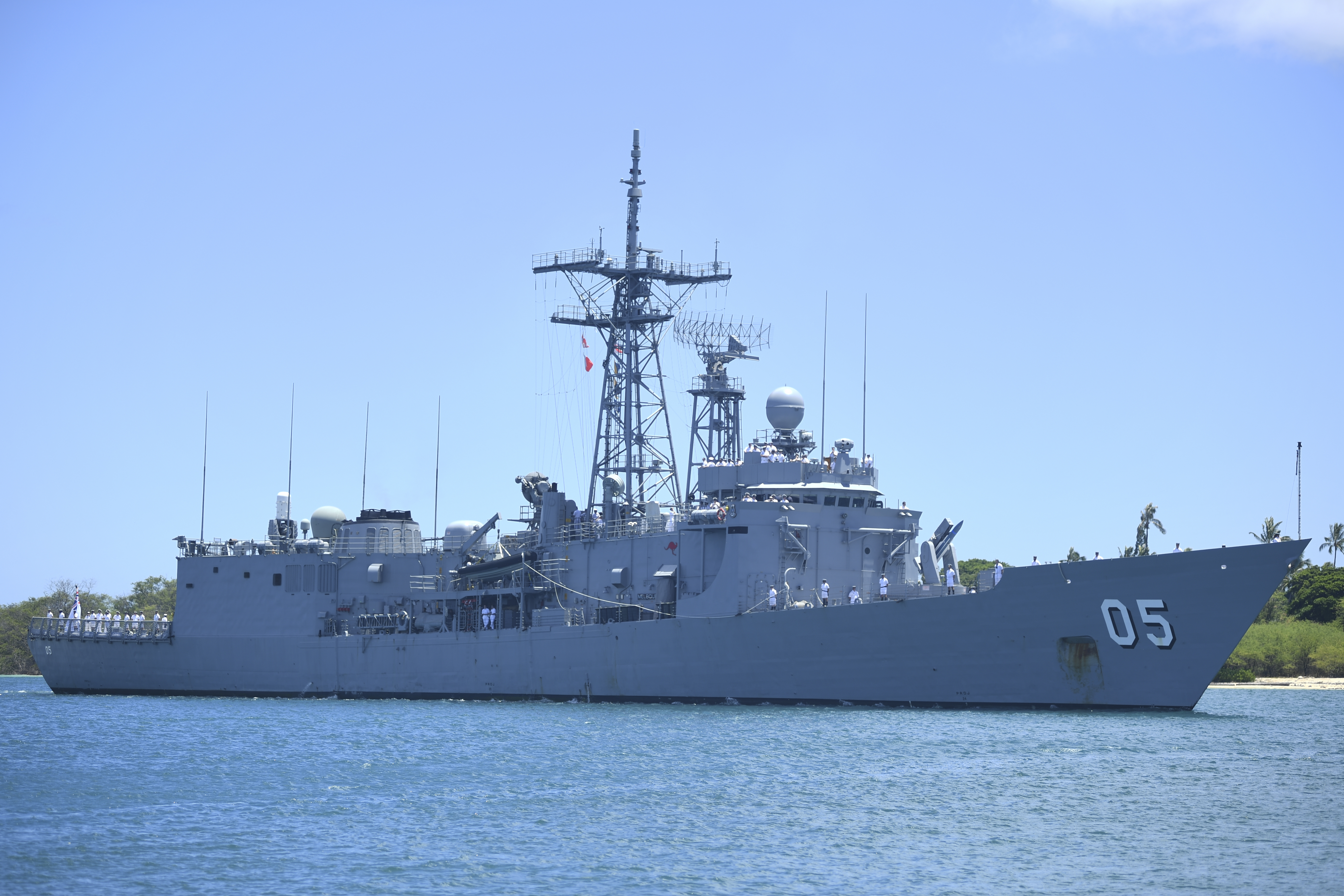
Az Adelaide-osztályú, 4100 tonnás HMAS Melbourne ausztrál fregatt, mely 2020-tól Almirante Latorre néven állt chilei szolgálatba.
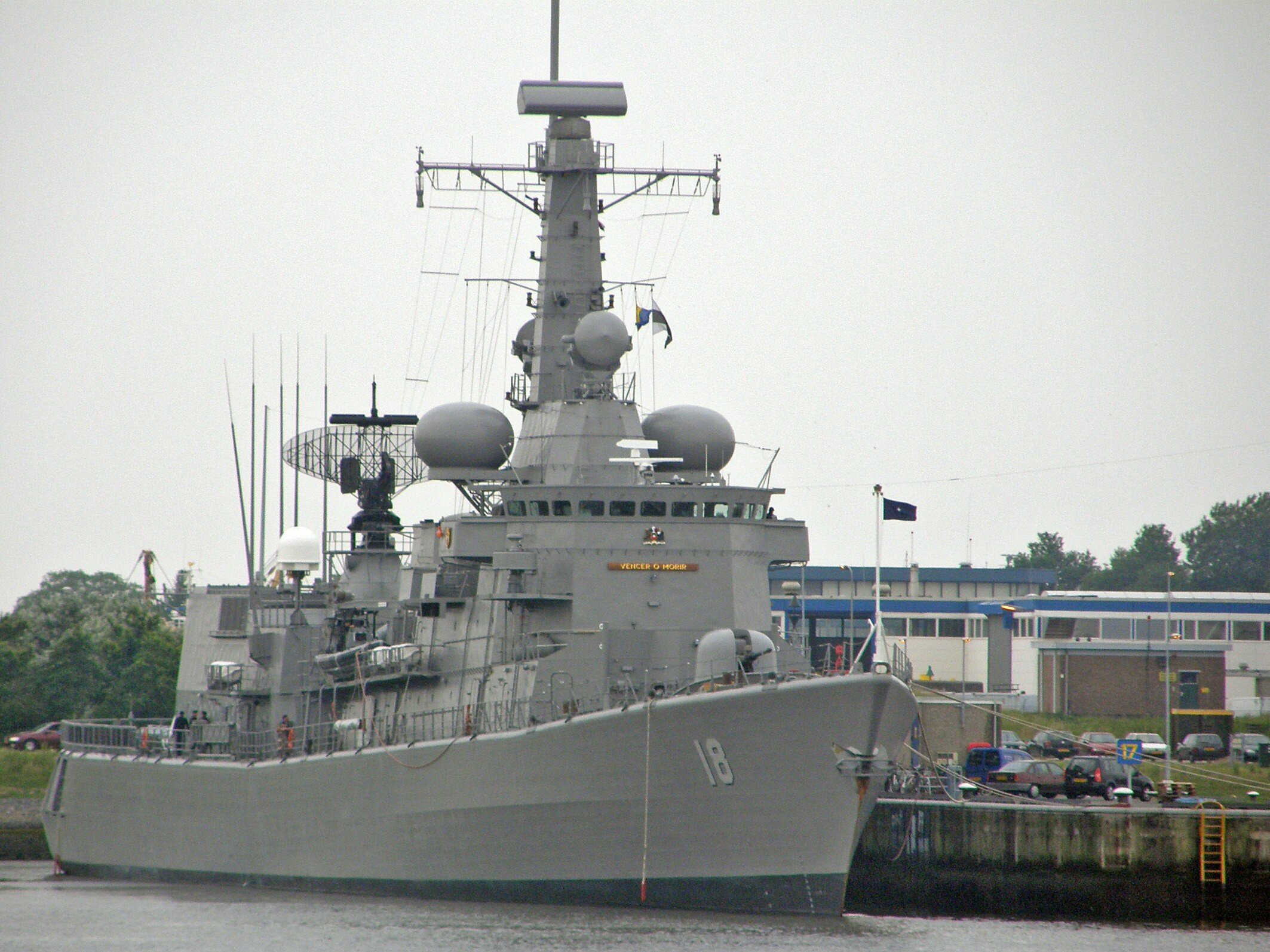
A holland Karel Doorman-osztályú, 3320 tonnás Almirante Riveros chilei fregatt.
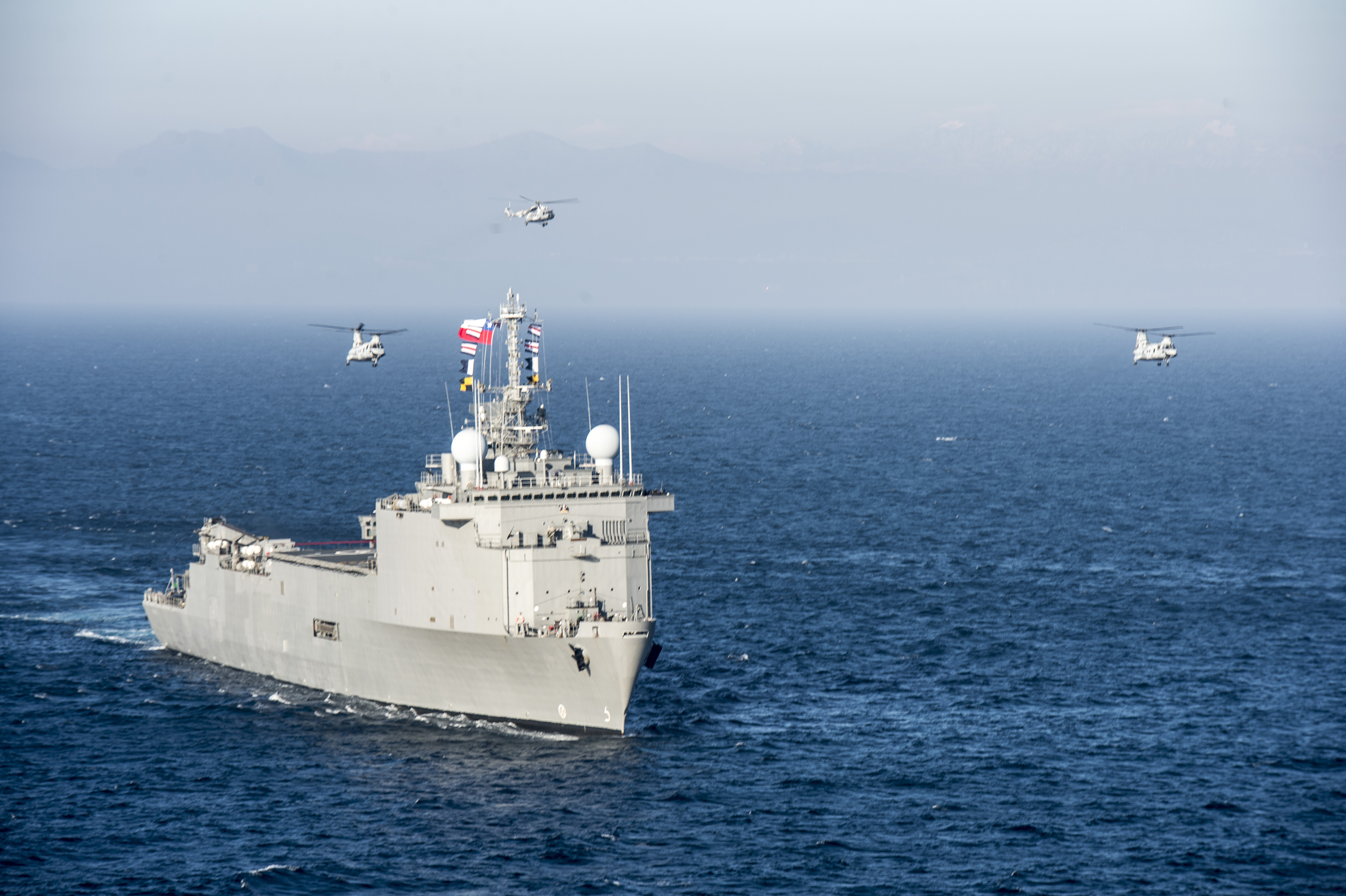
A chilei flotta jelenlegi legnagyobb egysége, a francia Foudre-osztályú, 12 599 tonnás Sargento Aldea partraszállást támogató deszanthajó. Az egység 4 db helikoptert üzemeltet.
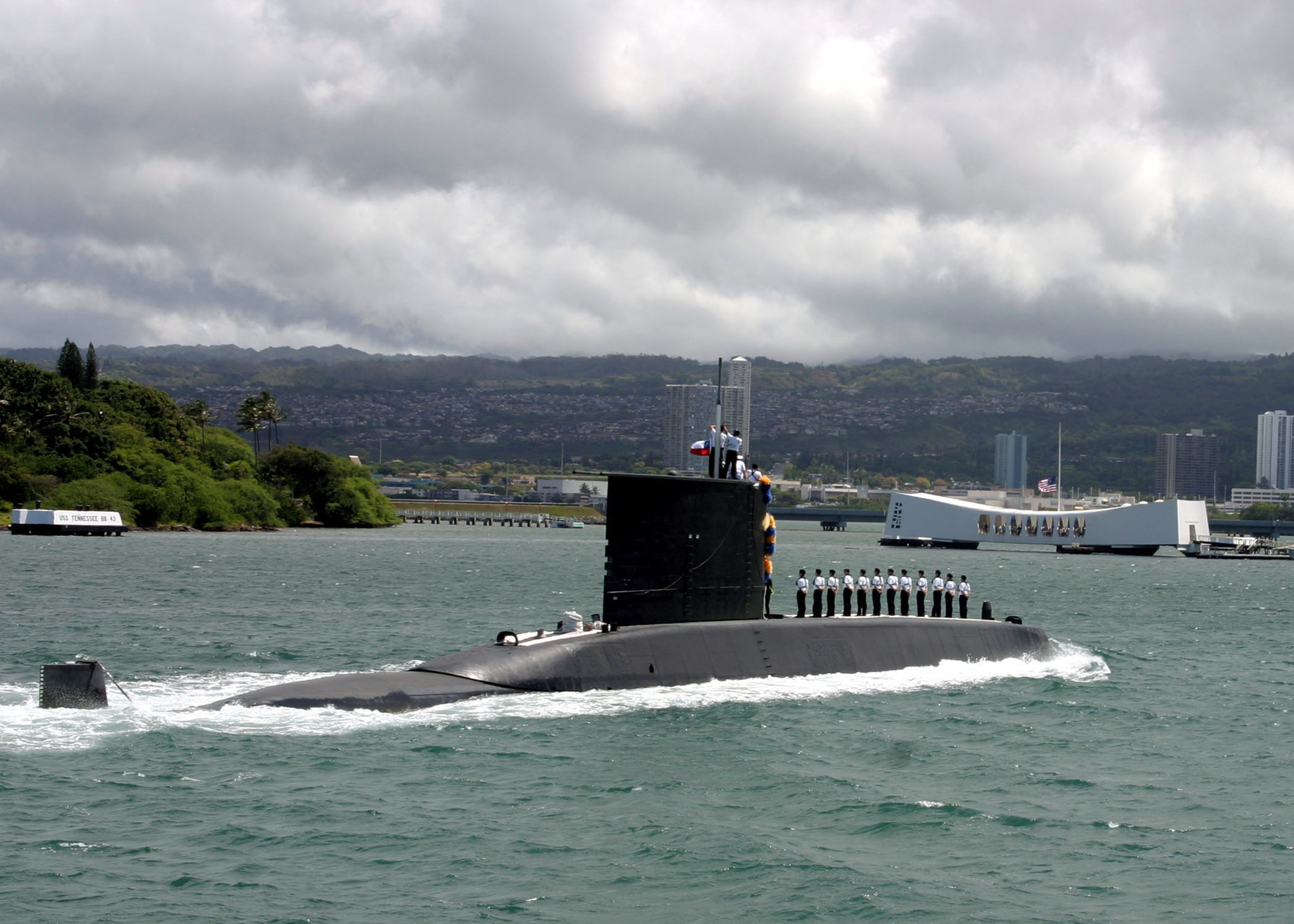
A chilei Thomson-osztályú Simpson tengeralattjáró.
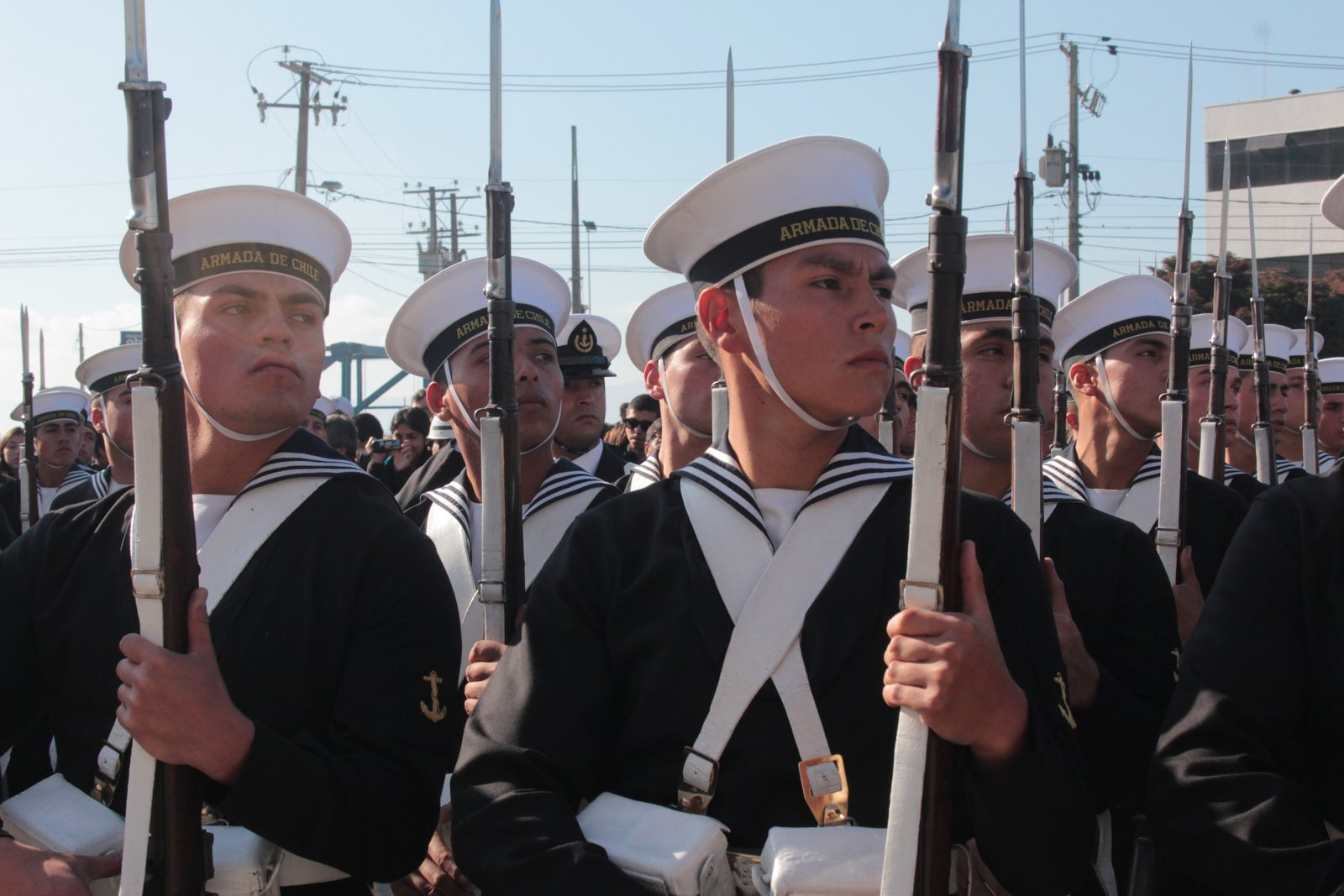
Chilei haditengerészek díszegyenruhában, szemlén.
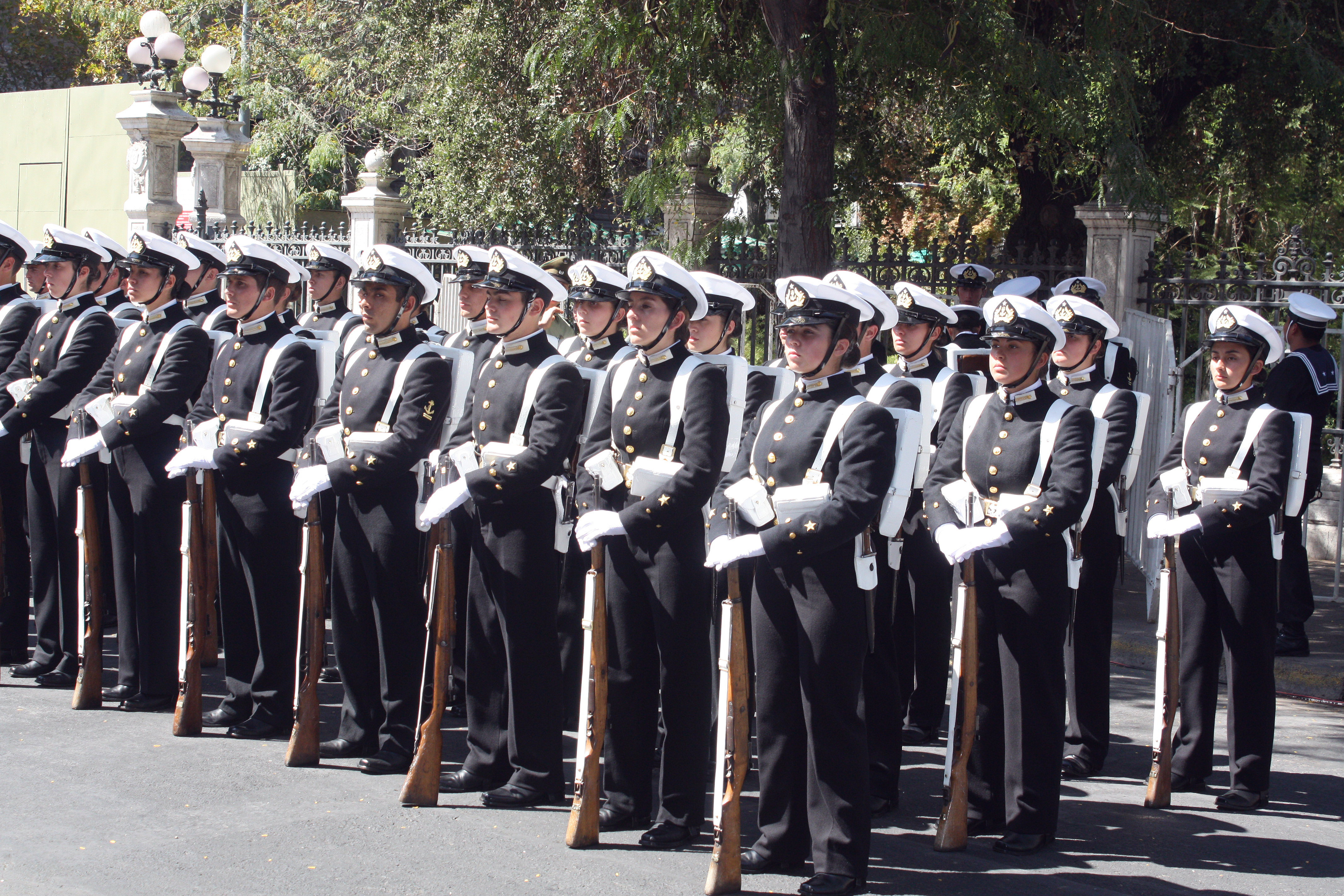
Chilei tengerészgyalogosok díszegyenruhában, szemlén.